# Acanthacaca
Acanthacaca is een geslacht van hooiwagens uit de familie Assamiidae.
De wetenschappelijke naam Acanthacaca is voor het eerst geldig gepubliceerd door Roewer in 1952. 

## Soorten
Acanthacaca omvat de volgende 2 soorten:
- Acanthacaca katumbea
- Acanthacaca upembensis